# Indeed
Indeed är en global sökmotor för jobbannonser som lanserades i november 2004 och finns tillgänglig i över 60 länder och på 28 språk. I oktober 2010 passerade den amerikanska versionen av Indeed Monster.com för att bli den mest besökta jobbsajten i USA.
Indeed sammanställer jobbannonser från tusentals webbplatser, bland annat platsbanker, bemanningsföretag, föreningar och företags karriärsidor. Under 2011 började Indeed tillåta arbetssökande att ansöka direkt till jobb på Indeeds webbplats samt erbjuda CV-uppladdning.

## Bakgrund
Indeed grundades av Paul Forster och Rony Kahan och har sitt huvudkontor i Austin, Texas men har kontor runt om i världen.
Under 2005 lanserade Indeed sin beta-version av vad de kallar "pay-per-click-annonsering". Förutom att söka efter jobb används sökningarna på Indeed till att indikera trender på arbetsmarknaden.
Den 1 oktober 2012 blev Indeed en del av japanska Recruit Co. Ltd.

## Tjänster
Indeeds tjänster omfattar jobbsökning, rekommenderade jobb, uppladdning av CV, samt jobb- och branschtrender.